# Damalis basalis
Damalis basalis är en tvåvingeart som beskrevs av Scarbrough 2006. Damalis basalis ingår i släktet Damalis och familjen rovflugor. Inga underarter finns listade i Catalogue of Life.